# Macropus irma
Macropus irma е вид бозайник от семейство Кенгурови (Macropodidae).

## Разпространение
Видът е разпространен в Западна Австралия.